# José Fanjul
José Fanjul, més conegut com a Pepe Fanjul, (L'Havana, Cuba, 1944) és un empresari cubà d'ascendència espanyola.
Pepe Fanjul, d'ideologia republicana, és un dels homes més rics de Cuba, segons Forbes. El segon de quatre germans, està casat amb Emilia May Fanjul i viuen a Palm Beach, Florida. Posseeix al costat dels seus tres germans -Alfonso, Alexander i Andrés- la companyia Fanjul Corp., que produeix més de set tones de sucre a l'any i la comercialitza amb diferents marques; el seu imperi està repartit entre els Estats Units, la República Dominicana, Mèxic i el Canadà. L'empresa va néixer el 1987, però la família ja es dedicava al negoci del sucre a Cuba des de feia anys. Alfonso Fanjul, pare dels germans, és descendent de l'asturià Manuel Rionda Polledo, que va emigrar a l'illa el 1870 i dues dècades després ja se l'anomenava el rei del sucre.
Fanjul es va casar amb Lilian, filla de José Gómez Mena, un altre empresari del sucre d'origen espanyol. D'aquesta unió va sorgir un dels consorcis sucrers més importants d'Amèrica. El 1959, però, va ser confiscat per Fidel Castro i els Fanjul van marxar als Estats Units d'Amèrica. A Florida van reflotar les plantacions i es van convertir en una família amb molt poder. Els germans Pepe i Alfonso són els més coneguts i tenen amistats amb grans personalitats del món. Entre aquestes amistats es troba la del rei emèrit espanyol, Joan Carles I d'Espanya, que des de fa dècades ha estat el seu amfitrió a República Dominicana en nombroses ocasions. Però, també estan Carlos Slim, Felipe González, les famílies de Bill Clinton o de George W. Bush, entre d'altres. Amb l'exmonarca els uneix, a més, cert parentiu, ja que la germana de la seva àvia, la cubana Edelmira Sampedro, es va casar amb el príncep Alfons, fill gran d'Alfons XIII d'Espanya, avi de Joan Carles I.